# Misato Watanabe 25th Anniversary Album Box-Wonderful Moments 25th-
『Misato Watanabe 25th Anniversary Album Box-Wonderful Moments 25th-』は2010年8月25日にリリースされた渡辺美里の完全限定BOX。

## 解説
渡辺美里デビュー25周年記念で、デビューからオリジナルアルバム17作品と、ライブアルバム1作品、特別版として8cmシングルでの「My Revolution」を集めたCD、TVスポットを収録したDVDをセットにて収録された。また、1作目の「eyes」から9作目の「Baby Faith」はロンドンのメトロポリス・スタジオでリマスタリングされ、19枚のCDはBlu-spec CD仕様にて収められている。

## 収録曲
曲の解説やタイアップ等は各のアルバムで解説しているため省略する。

### DISC 1：eyes
1985年10月2日発売。詳細はeyesの頃を参照。リマスタリング仕様。

### DISC 2：Lovin' you (HERE)
1986年7月2日発売。詳細はLovin' youの頃を参照。リマスタリング仕様。

### DISC 3：Lovin' you (THERE)
上記と同様。リマスタリング仕様。

### DISC 4：BREATH
1987年7月15日発売。詳細はBREATHの頃を参照。リマスタリング仕様。

### DISC 5：ribbon
1988年5月28日発売。詳細はribbonの頃を参照。リマスタリング仕様。

### DISC 6：Flower bed
1989年7月1日発売。詳細はFlower bedの頃を参照。リマスタリング仕様。

### DISC 7：tokyo
1990年7月7日発売。詳細はtokyoの頃を参照。リマスタリング仕様。

### DISC 8：Lucky
1991年7月6日発売。詳細はLuckyの頃を参照。リマスタリング仕様。

### DISC 9：BIG WAVE
1993年7月21日発売。詳細はBIG WAVEの頃を参照。リマスタリング仕様。

### DISC 10：Baby Faith
1994年9月7日発売。詳細はBaby Faithの頃を参照。リマスタリング仕様。

### DISC 11：Spirits
1996年7月12日発売。詳細はSpiritsの頃を参照。

### DISC 12：ハダカノココロ
1998年7月1日発売。詳細はハダカノココロの頃を参照。

### DISC 13：Love♥Go Go!!
2000年7月19日発売。詳細はLove♥Go Go!!の頃を参照。

### DISC 14：ソレイユ
2002年7月10日発売。詳細はソレイユの頃を参照。

### DISC 15：ORANGE
2003年8月6日発売。詳細はORANGEの頃を参照。

### DISC 16：Blue Butterfly
2004年7月14日発売。詳細はBlue Butterflyの頃を参照。

### DISC 17：Sing and Roses〜歌とバラの日々〜
2005年11月23日発売。詳細はSing and Roses〜歌とバラの日々〜の頃を参照。

### DISC 18：ココロ銀河
2007年7月4日発売。詳細はココロ銀河の頃を参照。

### DISC 19：Live Love Life
1995年11月13日発売。詳細はLive Love Lifeの頃を参照。リマスタリング仕様。

### DISC 20：My Revolution (8cm)

#### 収録曲
| 全作詞: 川村真澄、全作曲: 小室哲哉。 |                                           |           |            |          |      |
| #                                    | タイトル                                  | 作詞      | 作曲・編曲 | 編曲     | 時間 |
| 1.                                   | 「My Revolution」                         | 川村真澄  | 小室哲哉   | 大村雅朗 | 4:23 |
| 2.                                   | 「My Revolution -第2章-」                 | 川村真澄  | 小室哲哉   | 大村雅朗 | 6:58 |
| 3.                                   | 「My Revolution -Dear My Songs ver.-」    | 川村真澄  | 小室哲哉   | 井上鑑   | 5:03 |
| 4.                                   | 「My Revolution -2003 Cafe Voyage ver.-」 | 川村真澄  | 小室哲哉   | 斉藤恒芳 | 5:52 |
| 合計時間:                            | 合計時間:                                 | 合計時間: | 22:16      |          |      |

#### レコーディングメンバー
- All Track Mastered : Ian Cooper (Metropolis Mastering Studio (London))

My Revolution
- Drums：島村英二
- E.Bass：高水健司
- Keyboards：西本明
- E.Guitar：松原正樹
- Synthesizer Operator：迫田到
- Chorus：楠木勇有行・木戸泰弘
- Recorded, Mixed : 伊東俊郎

My Revolution -第2章-
- Orchestra : The Pilharmonia
- Conductor : David Parry
- Recorded, Mixed : Steve Nye

My Revolution -Dear My Songs ver.-
- Drums : 山木秀夫
- E.Bass : 高水健司
- E.Guitar : 今剛
- Piano & Keyboards : 井上鑑
- S.Saxphone : 山本拓夫
- Percussion : 三沢またろう
- Strings : 金原千恵子ストリングス
- Backing Vocals : 高尾直樹, 坪倉唯子
- Recorded, Mixed : 赤川新一
- Vocal Recorded : 伊東俊郎

My Revolution -2003 Cafe Voyage ver.-
- Sound Direction, Piano : 斉藤恒芳
- Violin : 弦一徹
- Violin : クラッシャー木村
- Viola : "Daisensei" 室屋
- Cello : Norippe
- Contrabass : 竹下欣伸
- Drums : 佐藤邦治
- Percussion : 宮崎仁
- Accordion : 田ノ岡三郎
- Recorded, Mixed : 伊東俊郎

### DISC 21：TV Spot Collection (DVD)
1. BIG WAVEやってきた
2. シンシアリー
3. 世界で一番遠い場所
4. She loves you
5. Live Love Life
6. My Love Your Love (たったひとりしかいない あなたへ) [A]
7. My Love Your Love (たったひとりしかいない あなたへ) [B]
8. My Love Your Love (たったひとりしかいない あなたへ) [C]
9. 一緒だね
10. 夏の歌
11. ハダカノココロ
12. 新しい日々
13. もっと 遠くへ…
14. Sweet 15th Diamond
15. ラブ♥ゴーゴー
16. YOU 〜新しい場所〜
17. M・Renaissance
18. 青い鳥
19. あしたの空
20. Wonderful Moments 25th

## クレジット
- Produced : 渡辺美里
- Re-Mastered : Ian Cooper (Metropolis Mastering Studio (London))
- Mastering Coodinator : すずきまきこ
- A&R Producer : 岡田宣
- Director : 鈴木陽介
- Chief A&R : おおさわまこと
- A&R : よしみねえいき, いがらしたく
- Art Direction, Desgin : 石川絢士
- Executive Producer : 小林和之, いしいよりお